# Rinorea heteroclita
Rinorea heteroclita är en violväxtart som först beskrevs av William Roxburgh, och fick sitt nu gällande namn av William Grant Craib. Rinorea heteroclita ingår i släktet Rinorea och familjen violväxter. Inga underarter finns listade i Catalogue of Life.